# Eleora Hamming
Eleora Hamming (ur. 13 sierpnia 1999 w Vancouver) – kanadyjska skoczkini narciarska. Medalistka mistrzostw kraju.

## Przebieg kariery
W lutym 2016 w Whistler Hamming zdobyła złoty medal w konkursie indywidualnym na skoczni normalnej w ramach mistrzostw Kanady.
W lipcu 2015 zadebiutowała w oficjalnych zawodach międzynarodowych rozgrywanych przez Międzynarodową Federację Narciarską, zajmując 30. i 18. pozycję w konkursach FIS Cup w Villach (w pierwszym z tych konkursów została zdyskwalifikowana w drugiej serii). We wrześniu tego samego roku po raz pierwszy stanęła na starcie zawodów Letniego Pucharu Kontynentalnego – w Oslo najpierw została zdyskwalifikowana, a następnie, w drugim konkursie, uplasowała się na 10. miejscu.
W lutym 2016 zadebiutowała w Pucharze Świata podczas konkursów rozgrywanych w Ljubnie – w pierwszym starcie awansowała do konkursu głównego, w którym zajęła 39. miejsce, a w drugich zawodach odpadła w kwalifikacjach. W tym samym miesiącu zajęła także 32. pozycję podczas rywalizacji indywidualnej na mistrzostwach świata juniorów w Râșnovie.

## Mistrzostwa świata juniorów

### Indywidualnie
| 2016 Râșnov    | – | 32. miejsce (K-90) |
| 2017 Park City | – | 35. miejsce (K-90) |

### Drużynowo
| 2017 Park City | – | 6. miejsce (K-90) |

### Starty E. Hamming na mistrzostwach świata juniorów – szczegółowo
| Miejsce | Dzień     | Rok  | Miejscowość | Skocznia                    | Punkt K | HS     | Konkurs  | Skok 1 | Skok 2 | Nota                  | Strata    | Zwycięzca        |
| ------- | --------- | ---- | ----------- | --------------------------- | ------- | ------ | -------- | ------ | ------ | --------------------- | --------- | ---------------- |
| 32.     | 23 lutego | 2016 | Râșnov      | Trambulina Valea Cărbunării | K-90    | HS-100 | indywid. | 68,5 m | –      | 56,3 pkt              | 152,7 pkt | Chiara Hölzl     |
| 35.     | 1 lutego  | 2017 | Park City   | Utah Olympic Park           | K-90    | HS-100 | indywid. | 70,0 m | –      | 67,8 pkt              | 172,0 pkt | Manuela Malsiner |
| 6.      | 3 lutego  | 2017 | Park City   | Utah Olympic Park           | K-90    | HS-100 | druż.    | 75,0 m | 65,0 m | 576,0 pkt (104,9 pkt) | 196,1 pkt | Niemcy           |

## Puchar Świata

### Miejsca w poszczególnych konkursachPucharu Świata
| Źródło | Źródło      | Źródło      | Źródło      | Źródło     | Źródło     | Źródło  | Źródło     | Źródło     | Źródło | Źródło     | Źródło     | Źródło     | Źródło     | Źródło | Źródło | Źródło     | Źródło     | Źródło | Źródło | Źródło | Źródło | Źródło | Źródło | Źródło | Źródło | Źródło | Źródło | Źródło | Źródło | Źródło | Źródło | Źródło | Źródło | Źródło | Źródło | Źródło | Źródło | Źródło | Źródło | Źródło | Źródło | Źródło | Źródło | Źródło | Źródło | Źródło | Źródło | Źródło | Źródło |
| --- | ----------- | ----------- | ----------- | ---------- | ---------- | ------- | ---------- | ---------- | ------ | ---------- | ---------- | ---------- | ---------- | ------ | ------ | ---------- | ---------- | ------ | ------ | ------ | ------ | ------ | ------ | ------ | ------ | ------ | ------ | ------ | ------ | ------ | ------ | ------ | ------ | ------ | ------ | ------ | ------ | ------ | ------ | ------ | ------ | ------ | ------ | ------ | ------ | ------ | ------ | ------ | ------ |
| Sezon 2015/2016 |             |             |             |            |            |         |            |            |        |            |            |            |            |        |        |            |            |        |        |        |        |        |        |        |        |        |        |        |        |        |        |        |        |        |        |        |        |        |        |        |        |        |        |        |        |        |        |        |        |
| Lillehammer | Niżny Tagił | Niżny Tagił | Sapporo     | Sapporo    | Zaō        | Zaō     | Oberstdorf | Oberstdorf | Oslo   | Hinzenbach | Hinzenbach | Ljubno     | Ljubno     | Lahti  | Ałmaty | Ałmaty     | punkty     | punkty | punkty | punkty | punkty | punkty | punkty | punkty | punkty | punkty | punkty | punkty | punkty | punkty | punkty | punkty | punkty | punkty | punkty |        |        |        |        |        |        |        |        |        |        |        |        |        |        |
| - | -           | -           | -           | -          | -          | -       | -          | -          | -      | -          | -          | 39         | q          | -      | -      | -          | 0          | 0      | 0      | 0      | 0      | 0      | 0      | 0      | 0      | 0      | 0      | 0      | 0      | 0      | 0      | 0      | 0      | 0      | 0      |        |        |        |        |        |        |        |        |        |        |        |        |        |        |
| Sezon 2016/2017 |             |             |             |            |            |         |            |            |        |            |            |            |            |        |        |            |            |        |        |        |        |        |        |        |        |        |        |        |        |        |        |        |        |        |        |        |        |        |        |        |        |        |        |        |        |        |        |        |        |
| Lillehammer | Lillehammer | Niżny Tagił | Niżny Tagił | Oberstdorf | Oberstdorf | Sapporo | Sapporo    | Zaō        | Zaō    | Râșnov     | Râșnov     | Hinzenbach | Hinzenbach | Ljubno | Ljubno | Pjongczang | Pjongczang | Oslo   | punkty |        |        |        |        |        |        |        |        |        |        |        |        |        |        |        |        |        |        |        |        |        |        |        |        |        |        |        |        |        |        |
| - | -           | -           | -           | -          | -          | -       | -          | -          | -      | -          | -          | -          | -          | -      | -      | 31         | 31         | -      | 0      |        |        |        |        |        |        |        |        |        |        |        |        |        |        |        |        |        |        |        |        |        |        |        |        |        |        |        |        |        |        |
| Legenda |             |             |             |            |            |         |            |            |        |            |            |            |            |        |        |            |            |        |        |        |        |        |        |        |        |        |        |        |        |        |        |        |        |        |        |        |        |        |        |        |        |        |        |        |        |        |        |        |        |
| 1 2 3 4-10 11-30 poniżej 30 dq – dyskwalifikacja q – zawodniczka nie zakwalifikowała się - – zawodniczka nie wystartowała |             |             |             |            |            |         |            |            |        |            |            |            |            |        |        |            |            |        |        |        |        |        |        |        |        |        |        |        |        |        |        |        |        |        |        |        |        |        |        |        |        |        |        |        |        |        |        |        |        |

## Letnie Grand Prix

### Miejsca w poszczególnych konkursachLGP
| 2016 |                   |                   |        |
| Courchevel 16.07 | Czajkowskij 10.09 | Czajkowskij 11.09 | punkty |
| 37 | -                 | -                 | 0      |
| Legenda |                   |                   |        |
| 1 2 3 4-10 11-30 poniżej 30 dq – dyskwalifikacja q – zawodniczka nie zakwalifikowała się - – zawodniczka nie wystartowała |                   |                   |        |

## Puchar Kontynentalny

### Miejsca w klasyfikacji generalnej
| Sezon     | Miejsce |
| --------- | ------- |
| 2016/2017 | 30.     |

### Miejsca w poszczególnych konkursachPucharu Kontynentalnego
| Sezon 2016/2017                                                                   |          |        |
| Notodden                                                                          | Notodden | punkty |
| 28                                                                                | 30       | 4      |
| Legenda                                                                           |          |        |
| 1 2 3 4-10 11-30 poniżej 30 dq – dyskwalifikacja - – zawodniczka nie wystartowała |          |        |

## Letni Puchar Kontynentalny

### Miejsca w klasyfikacji generalnej
| Sezon | Miejsce |
| ----- | ------- |
| 2015  | 29.     |

### Miejsca w poszczególnych konkursachLetniego Pucharu Kontynentalnego
| Źródło                                                                            | Źródło         | Źródło      | Źródło | Źródło | Źródło | Źródło | Źródło | Źródło | Źródło | Źródło | Źródło | Źródło | Źródło | Źródło | Źródło | Źródło | Źródło | Źródło | Źródło | Źródło | Źródło | Źródło | Źródło | Źródło | Źródło | Źródło |
| --------------------------------------------------------------------------------- | -------------- | ----------- | ------ | ------ | ------ | ------ | ------ | ------ | ------ | ------ | ------ | ------ | ------ | ------ | ------ | ------ | ------ | ------ | ------ | ------ | ------ | ------ | ------ | ------ | ------ | ------ |
| 2015                                                                              |                |             |        |        |        |        |        |        |        |        |        |        |        |        |        |        |        |        |        |        |        |        |        |        |        |        |
| Oberwiesenthal                                                                    | Oberwiesenthal | Oslo        | Oslo   | punkty |        |        |        |        |        |        |        |        |        |        |        |        |        |        |        |        |        |        |        |        |        |        |
| -                                                                                 | -              | dq          | 10     | 26     |        |        |        |        |        |        |        |        |        |        |        |        |        |        |        |        |        |        |        |        |        |        |
| 2016                                                                              |                |             |        |        |        |        |        |        |        |        |        |        |        |        |        |        |        |        |        |        |        |        |        |        |        |        |
| Oberwiesenthal                                                                    | Oberwiesenthal | Lillehammer | punkty | punkty | punkty | punkty | punkty | punkty | punkty | punkty | punkty |        |        |        |        |        |        |        |        |        |        |        |        |        |        |        |
| 50                                                                                | -              | 32          | 0      | 0      | 0      | 0      | 0      | 0      | 0      | 0      | 0      |        |        |        |        |        |        |        |        |        |        |        |        |        |        |        |
| Legenda                                                                           |                |             |        |        |        |        |        |        |        |        |        |        |        |        |        |        |        |        |        |        |        |        |        |        |        |        |
| 1 2 3 4-10 11-30 poniżej 30 dq – dyskwalifikacja - − zawodniczka nie wystartowała |                |             |        |        |        |        |        |        |        |        |        |        |        |        |        |        |        |        |        |        |        |        |        |        |        |        |

## FIS Cup

### Miejsca w klasyfikacji generalnej
| Sezon     | Miejsce |
| --------- | ------- |
| 2015/2016 | 67.     |
| 2016/2017 | 77.     |

### Miejsca w poszczególnych konkursachFIS Cupu
| Źródło                                                                            | Źródło  | Źródło  | Źródło  | Źródło     | Źródło     | Źródło       | Źródło       | Źródło | Źródło | Źródło   | Źródło | Źródło | Źródło | Źródło | Źródło | Źródło | Źródło | Źródło | Źródło | Źródło | Źródło | Źródło | Źródło | Źródło | Źródło | Źródło | Źródło | Źródło | Źródło | Źródło | Źródło | Źródło | Źródło | Źródło | Źródło | Źródło | Źródło | Źródło | Źródło |
| --------------------------------------------------------------------------------- | ------- | ------- | ------- | ---------- | ---------- | ------------ | ------------ | ------ | ------ | -------- | ------ | ------ | ------ | ------ | ------ | ------ | ------ | ------ | ------ | ------ | ------ | ------ | ------ | ------ | ------ | ------ | ------ | ------ | ------ | ------ | ------ | ------ | ------ | ------ | ------ | ------ | ------ | ------ | ------ |
| Sezon 2015/2016                                                                   |         |         |         |            |            |              |              |        |        |          |        |        |        |        |        |        |        |        |        |        |        |        |        |        |        |        |        |        |        |        |        |        |        |        |        |        |        |        |        |
| Villach                                                                           | Villach | Szczyrk | Szczyrk | Râșnov     | Râșnov     | Harrachov    | Harrachov    | punkty | punkty | punkty   | punkty | punkty | punkty | punkty | punkty | punkty | punkty | punkty | punkty | punkty | punkty | punkty | punkty | punkty | punkty | punkty |        |        |        |        |        |        |        |        |        |        |        |        |        |
| 30                                                                                | 18      | -       | -       | -          | -          | -            | -            | 14     | 14     | 14       | 14     | 14     | 14     | 14     | 14     | 14     | 14     | 14     | 14     | 14     | 14     | 14     | 14     | 14     | 14     | 14     |        |        |        |        |        |        |        |        |        |        |        |        |        |
| Sezon 2016/2017                                                                   |         |         |         |            |            |              |              |        |        |          |        |        |        |        |        |        |        |        |        |        |        |        |        |        |        |        |        |        |        |        |        |        |        |        |        |        |        |        |        |
| Villach                                                                           | Villach | Szczyrk | Szczyrk | Einsiedeln | Einsiedeln | Hinterzarten | Hinterzarten | Râșnov | Râșnov | Notodden | punkty |        |        |        |        |        |        |        |        |        |        |        |        |        |        |        |        |        |        |        |        |        |        |        |        |        |        |        |        |
| 20                                                                                | 23      | -       | -       | -          | -          | -            | -            | -      | -      | 29       | 21     |        |        |        |        |        |        |        |        |        |        |        |        |        |        |        |        |        |        |        |        |        |        |        |        |        |        |        |        |
| Legenda                                                                           |         |         |         |            |            |              |              |        |        |          |        |        |        |        |        |        |        |        |        |        |        |        |        |        |        |        |        |        |        |        |        |        |        |        |        |        |        |        |        |
| 1 2 3 4-10 11-30 poniżej 30 dq – dyskwalifikacja - − zawodniczka nie wystartowała |         |         |         |            |            |              |              |        |        |          |        |        |        |        |        |        |        |        |        |        |        |        |        |        |        |        |        |        |        |        |        |        |        |        |        |        |        |        |        |